# 이석호 (화가)
이석호(李碩鎬, 1904년 2월 10일~1971년 11월 17일)은 대한민국과 조선민주주의인민공화국의 동양화가이다. 본관은 용인(龍仁), 아호는 일관(一觀)이다. 북한의 두음법칙에 따라 '리석호'로 부르기도 한다.
이석호는 경기도 안성군 삼죽면 가현리의 자작농 이건두(李建斗)와 전안천(全安天)의 삼남매 중 둘째 아들로 출생했다. 1920년대에 안성에서 서울로 올라가 김은호에게 사사받았으며, 서화협회전람회, 조선미술전람회, 후소회전람회 등에서 다수의 입선을 차지했다. 해방 이후의 그는 다수의 미술 기관, 동맹을 오가다 전쟁이 터지자, 북한의 물질문화유물보존위원회에 참여, 국군의 9.28서울수복을 기점으로 월북했다.
월북 이후의 이석호는 조선미술가동맹의 위원을 역임했으며, 평양미술대학의 교원, 단기교원양습소 등에서 다수의 제자들을 양성했다. 1956년, 송영(宋影)을 비롯한 조선문화대표단과 베트남을 방문하고 1957년 평양 대동문 영화관에서 《월남 귀환 미술작품 개인전》을 열었다. 조선노동당은 이석호의 미술창작사업의 공로를 인정해 김일성 표창장을 수여했다.
1958년 <청봉>, <산>, <가림천> 3부작과 기타 작품들이 국내외로 많은 호평을 받으며 그의 입지가 높아지자, 1959년 그는 조선미술가동맹 중앙위원회 상무위원회 결정에 따라 조선화분과 위원장으로 선출되었다. 이석호는 조선화분과 위원장 자격으로 1959년에 중국 및 모스크바를 방문하기도 했으며, 평양미술대학에서 교유했던 변월룡과 만나 그림을 그려주기도 했다. 그러나 1960년 이후 조선화에서 '채색화 논쟁'이 일어나자, 이석호가 구사하던 수묵 문인화는 계급적 해석에 따라 '봉건사대주의', '복고주의'로 비판받게 되었다. 이후 많은 작품을 남겼지만 이전의 명성을 잇지 못하다가, 1966년에 제작하여 잘 알려진 <소나무>는 현재까지도 북한에서 자랑하는 대표적인 조선화이다.
1970년대 주체사상과 주체미술의 부상으로 전통 동양화는 경시되면서 이석호는 서서히 잊혀졌다. 그러나 1980년대 경직되었던 미술계에서 수묵 문인화를 '조선의 전통적 형식으로써의 몰골법'이라며, 이석호를 재평가했다. 따라서 이석호 사후 김정일은 그의 공로를 인정하여 1988년 《우치선, 리석호 2인 전람회》를 개최하고, 1989년 《리석호 개인 전람회》를 개최했다. 또한 1992년에는 『조선화 화가 리석호의 화첩』이 출판되었다.